# The Boys and the Purse
The Boys and the Purse è un cortometraggio muto del 1909 diretto da Lewin Fitzhamon.

## Trama
Dei ragazzi nascondono una borsa nella sedia da bagno di un vecchio.

## Produzione
Il film fu prodotto dalla Hepworth.

## Distribuzione
Distribuito dalla Hepworth, il film - un cortometraggio di 76,2 metri - uscì nelle sale cinematografiche britanniche nell'agosto 1909.
Si conoscono pochi dati del film che, prodotto dalla Hepworth, fu distrutto nel 1924 dallo stesso produttore, Cecil M. Hepworth. Fallito, in gravissime difficoltà finanziarie, il produttore pensò in questo modo di poter almeno recuperare il nitrato d'argento della pellicola.